# Dietmar Schauerhammer

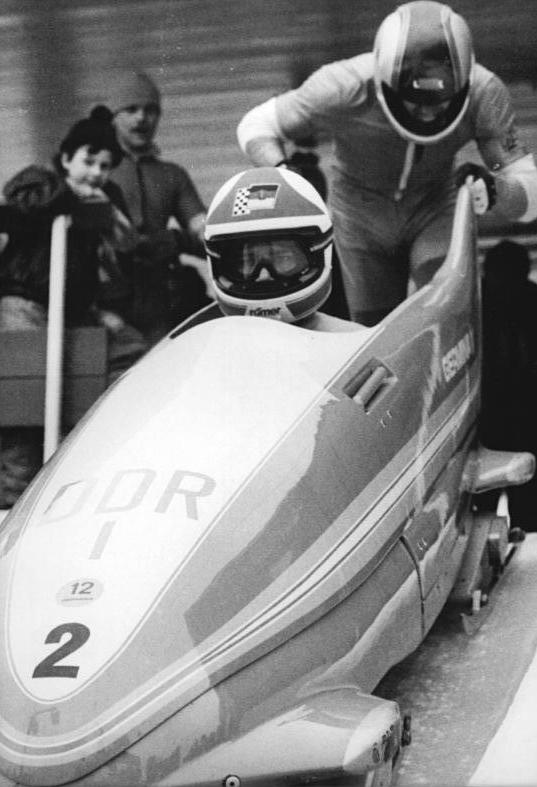
Dietmar Schauerhammer

Dietmar Schauerhammer (ur. 12 sierpnia 1955 w Neustadt an der Orla) – niemiecki bobsleista, wielokrotny medalista olimpijski.
Reprezentował barwy NRD. Bobsleistą został w połowie lat 70, wcześniej był lekkoatletą – specjalizował się w wielobojach. W 1976, 1977, 1979 i 1980 był mistrzem NRD w pięcioboju, w 1978 brał udział w mistrzostwach Europy (dziesięciobój). Startował na dwóch olimpiadach (IO 84, IO 88) i na obu zdobywał medale (łącznie trzy). W 1984 był członkiem zwycięskich bobów DRR w dwójkach i czwórkach, prowadzonych przez Wolfganga Hoppe. Cztery lata później stanął na drugim stopniu podium w czwórkach. Pięć razy był medalistą mistrzostw świata, w 1985 i 1986 zdobywając tytuły mistrzowskie w dwójkach (wspólnie z Hoppe).